# BaByliss
BaByliss est une société d'électroménager française. Elle fait partie du groupe américain Conair (en).

## Histoire
La société est spécialisée dans la vente de produits tels que les sèche-cheveux, fers à friser ou les lisseurs.

### Création et débuts

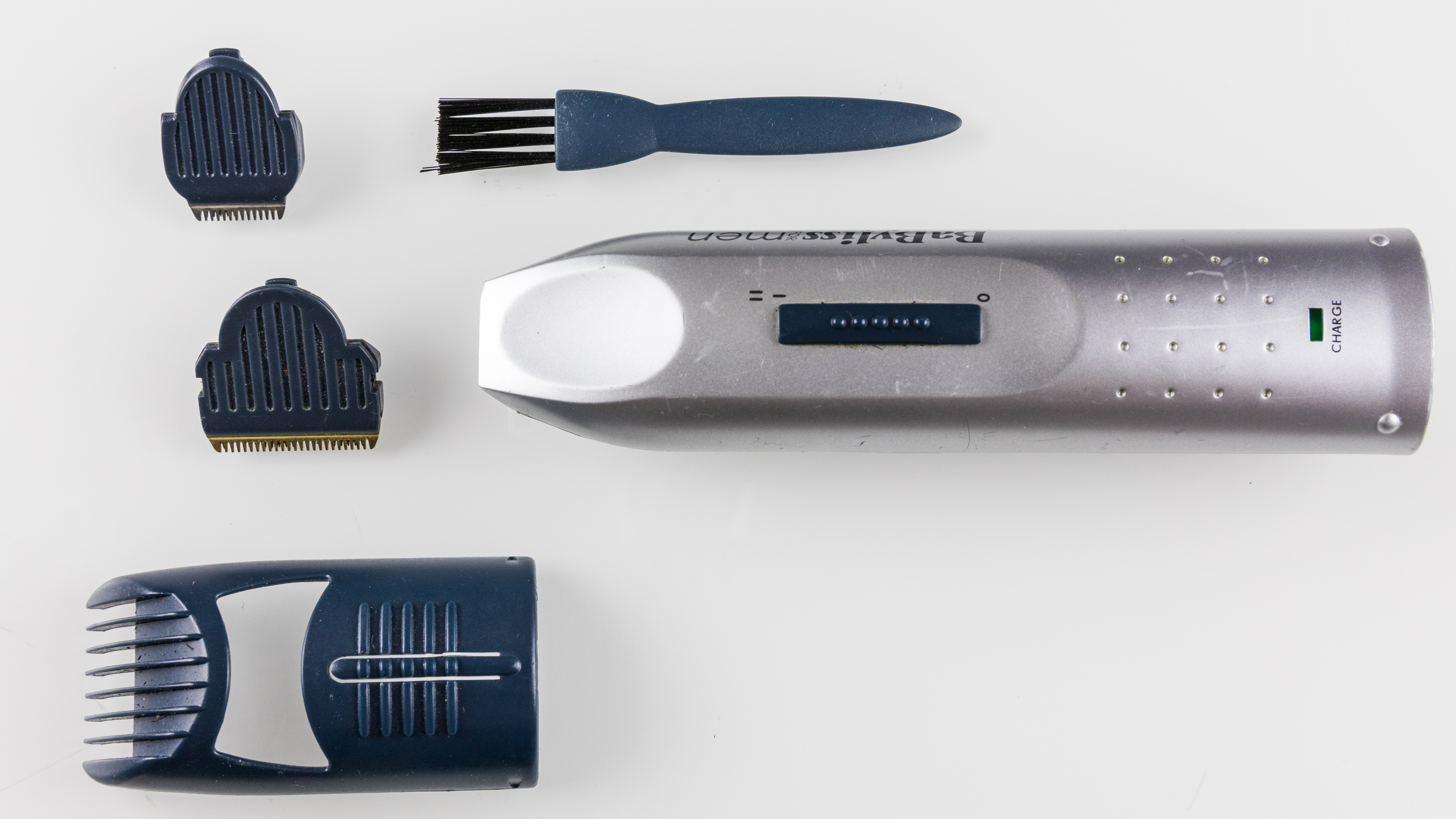
Tondeuse.

Au début des années soixante, les coiffeurs René Lelièvre et Roger Lemoine inventent dans l’arrière-boutique d'un petit salon de coiffure du quartier de Montmartre le fer à boucler qui a rendu BaByliss célèbre. « Babyliss » est quasiment devenu un nom commun, car certaines personnes appellent le fer à boucler un « babyliss »[Quoi ?]. Jean-Pierre Felblum, alors l’associé du coiffeur Lelièvre, commercialise son innovation au travers d’un réseau tant professionnel que non professionnel. D'autres innovations renforcent cette croissance : peignes, bigoudis soufflants, etc..
Les deux « B » majuscules du nom BaByliss pourraient être nés d'un clin d’œil à Brigitte Bardot[réf. nécessaire].
Alors que BaByliss reste le symbole du fer à boucler[réf. nécessaire], la marque a depuis fortement élargi sa gamme de produits. En dehors du soin du cheveu (comprenant aussi les sèche-cheveux), elle est également active dans les domaines de l’épilation, du wellness et des tondeuses à barbe et à cheveux, ces dernières étant commercialisées sous le logo « BaByliss for Men ».
En 1995, BaByliss fut intégrée dans le groupe Conair, (également une entreprise familiale),.

## Opérations
La plupart des produits sont fabriqués en Chine. Néanmoins, le groupe possède une usine à Chiuduno en Italie qui fabrique des sèche-cheveux.
L'entrepôt logistique européen du groupe se situe à Iwuy dans le Nord et s'étale sur 32 000 m2.